# Paleopragma cabellai
Paleopragma cabellai är en skalbaggsart som beskrevs av Rigout 1992. Paleopragma cabellai ingår i släktet Paleopragma och familjen Cetoniidae. Inga underarter finns listade i Catalogue of Life.